# تارا ليبينسكي
تارا كريتسن ليبينسكي (بالإنجليزية: Tara Lipinski) (ولدت في 10 من يونيو عام 1982م) وهي راقصة على الجليد أمريكية. وفي الخامسة عشر من عمرها فازت في مسابقات المباريات الفردية للسيدات التابعة للألعاب الأولمبية بالميدالية الذهبية في الرقص على الجليد في دورة الألعاب الأولمبية الشتوية عام 1998م. ولا تزال ليبينسكي أصغر لاعبة فردية حاصلة على الميدالية الذهبية في تاريخ الألعاب الأولمبية الشتوية. كما أنها بطلة العالم لعام 1997م، فضلاً عن أنها فازت مرتين في سلسلة البطولات النهائية بطولة(1997م–1998م) وبطلة الولايات المتحدة لعام 1997م.

## وصلات خارجية
- تارا ليبينسكي على موقع اللجنة الأولمبية الدولية (الإنجليزية)
- تارا ليبينسكي على موقع أوليمبيديا (الإنجليزية)

- الموقع الرسمي
- تارا ليبينسكي على موقع IMDb (الإنجليزية)
- تارا ليبينسكي على موقع الموسوعة البريطانية (الإنجليزية)
- تارا ليبينسكي على موقع ألو سيني (الفرنسية)
- تارا ليبينسكي على موقع أول موفي (الإنجليزية)
- تارا ليبينسكي على موقع إن إن دي بي (الإنجليزية)
- تارا ليبينسكي على موقع قاعدة بيانات الفيلم (الإنجليزية)
- تارا ليبينسكي على موقع كينوبويسك (الروسية)